# Cannabis Corpse
Cannabis Corpse – amerykański zespół deathmetalowy powstały w 2006 roku w Richmond, w Wirginii. Grupa parodiuje dorobek zespołu Cannibal Corpse, ponadto w tekstach często porusza temat marihuany.

## Historia
Zespół powstał w 2006 roku w Richmond, w Wirginii z inicjatywy perkusisty Josha "HallHammera" Halla, gitarzystów Vica "Con-Vica" Anti'ego i Philipa "Landphila" Halla oraz wokalisty Andy'ego "Weedgrindera" Horna. Debiutancki album formacji zatytułowany Blunted at Birth ukazał się 19 grudnia 2006 roku nakładem wytwórni muzycznej Forcefield Records. W 2007 roku grupę opuścił Vic "Con-Vic" Anti. W 2008 roku skład zespołu uzupełnił Nick "Nikropolis" Poulos. 6 lutego tego samego roku ukazał się drugi album studyjny kwartetu zatytułowany Tube of the Resinated. Nagrania wydała ponownie firma Forcefield Records. 
12 października 2009 roku nakładem Tankcrimes Records ukazał się pierwszy minialbum zspołu pt. The Weeding. Nagrania zostały zarejestrowane w H.M.C. Studios oraz zmasterowane w Mammoth Sound. W ramach promocji minialbumu do utworu "Skull Full Of Bong Hits" został zrealizowany teledysk. W czerwcu 2010 roku grupa dała szereg koncertów w USA poprzedzając zespół Erika Rutana - Hate Eternal. Premiera trzeciego albumu studyjnego formacji pt. Beneath Grow Lights Thou Shalt Rise odbyła się 12 lipca 2011 roku.

## Dyskografia
- Blunted at Birth (2006, Forcefield Records)
- Tube of the Resinated (2008, Forcefield Records)
- The Weeding (EP, 2009, Tankcrimes Records)
- Beneath Grow Lights Thou Shalt Rise (2011, Tankcrimes Records)
- From Wisdom to Baked (2014, Season of Mist)
- Left Hand Pass (2017)
- Nug So Vile (2019)

## Teledyski
| Tytuł                     | Rok  | Reżyseria           | Album                               |
| ------------------------- | ---- | ------------------- | ----------------------------------- |
| "Skull Full Of Bong Hits" | 2009 | —                   | The Weeding                         |
| "Gateways To Inhalation"  | 2011 | Rich 'Bebo' Abraham | Beneath Grow Lights Thou Shalt Rise |
| "Where The Kind Lives"    | 2012 | JoeFen              | Beneath Grow Lights Thou Shalt Rise |